# Tylecodon pearsonii
Tylecodon pearsonii är en fetbladsväxtart som först beskrevs av Schönl., och fick sitt nu gällande namn av H. Tölken. Tylecodon pearsonii ingår i släktet Tylecodon och familjen fetbladsväxter. Inga underarter finns listade i Catalogue of Life.